# Ann Taylor (baronne Taylor de Bolton)
Winifred Ann Taylor (née le 2 juillet 1947) est une femme politique du parti travailliste britannique, qui est ministre de la défense internationale et de la sécurité, au ministère de la Défense et au ministère des Affaires étrangères et du Commonwealth, d'octobre 2008 à 11 mai 2010. Elle est députée de 1974 à 1983 et de nouveau de 1987 à 2005. 
Elle est également la première femme à occuper le poste de leader de la Chambre des communes du Royaume-Uni (c'est-à-dire ministre chargée des relations du gouvernement avec la Chambre), la première femme à occuper le poste de Lord Président du conseil privé et la première femme à occuper le poste de whip en chef de la Chambre des communes (tous deux dans le Gouvernement Blair) . 

## Biographie
Elle fait ses études à l'école de Bolton et à l'université de Bradford, où elle obtient un diplôme de BSc en politique et histoire en 1969. 
Elle se présente à Bolton West en février 1974 (perdant de 603 voix), puis est députée de cette circonscription d'octobre 1974 à 1983. Elle se présente pour le nouveau siège de Bolton North East en 1983, battue par le conservateur Peter Thurnham, avant de représenter Dewsbury de 1987 à 2005. 
Elle est whip adjoint du gouvernement dans le gouvernement Callaghan (1977-1979) puis porte-parole de l'opposition pour l'éducation et la science (1979-1981) puis l'environnement (1981-1983 et 1988-1992). Elle devient Secrétaire d'État fantôme à l'éducation de 1992 à 1994 puis Chancelier fantôme du duché de Lancastre et Leader fantôme de la Chambre des communes de 1994 à 1997.
Elle entre au gouvernement comme Leader de la Chambre des communes et Lord président du Conseil de 1997 à 1998 puis whip en chef du gouvernement (secrétaire parlementaire au Trésor) de 1998 à 2001. Elle est présidente de la commission du renseignement et de la sécurité (sa nomination à ce poste a été critiquée par les démocrates libéraux de l'opposition) de 2001 à 2005.
Elle parraine un projet de loi d'initiative parlementaire, le projet de loi «Succession à la Couronne (no 2)», qui visait à éliminer la discrimination fondée sur le sexe et la religion dans la succession royale . 
Elle quitte la Chambre des communes aux élections générales de 2005. 
Le 13 juin 2005, elle est faite pair de vie comme baronne Taylor de Bolton, de Bolton dans le comté du Grand Manchester. 
Elle est nommée Ministre des marchés publics de la défense le 7 novembre 2007, à la suite de la décision de Lord Drayson de démissionner pour participer à l'American Le Mans Series ; contrairement à son prédécesseur, elle est payée . À la suite du remaniement Brown d'octobre 2008, Lady Taylor est transférée à un nouveau poste au ministère de la Défense en tant que ministre de la Défense et de la Sécurité internationales.  